# Buratina truncata
Buratina truncata — викопний вид сітчастокрилих комах родини сизирид (Sisyridae), що існував у крейдовому періоді.
Комаху виявлено у бірманському бурштині.
Родова назва Buratina дана на честь Буратіно — персонажа роману Олексія Толстого. Назва вказує на схожість довгого хоботка комахи з носом Буратіно.

## Опис
Дрібна комаха завдовжки до 5 мм. У неї був хоботок завдовжки до одного міліметра. Він був приспособлений до живлення нектаром. На тілі були волоски, до яких міг прилипати пилок. Ймовірно, комаха була важливим запилювачем тогочасних рослин.